# Paweł Linka
Paweł Linka, né le 26 juin 1986 à Poznań, est un footballeur polonais. 
Il est gardien de but au Skoda Xanthi.

## Carrière
- 2003-2004 :  Amica Wronki
- 2004-2005 :  Promień Żary (en)
- 2005-2006 :  Amica Wronki
- 2006-2007 :  Lech Poznań
- 2007-2008 :  Odra Wodzisław Śląski
- 2008-2009 :  Lech Poznań
- 2009- :  Skoda Xanthi